# Baratàievka
Baratàievka (en rus: Баратаевка) és un poble de l'óblast d'Uliànovsk, a Rússia, que en el cens del 2010 tenia 2.753 habitants. Pertany al districte d'Uliànovsk. Es troba a la riba del riu Seld.